# Edogawa
Edogawa (江戸川区, Edogawa-ku) est un des vingt-trois arrondissements spéciaux formant l'ancienne ville de Tokyo, au Japon.

## Géographie

### Démographie
Au 1er juin 2008, la population de l'arrondissement était de 665 768 habitants répartis sur une superficie de 49,86 km2.

### Quartiers
- Kasai
- Nishikasai
- Hirai

## Histoire
L'arrondissement d'Edogawa a été fondé en 1937 par la fusion des deux bourgs et plusieurs villages.